# Picot pissarrós
El picot pissarrós (Mulleripicus pulverulentus) és una espècie d'ocell de la família dels pícids (Picidae) que habita els boscos de la zona indomalaia, des del nord i est de l'Índia i sud-oest de la Xina, cap al sud, a través del Sud-est Asiàtic fins a Sumatra, Borneo, Java i les Filipines més occidentals.